# Комплексная проективная плоскость
Комплексная проективная плоскость — двумерное комплексное проективное пространство;
является двумерным комплексным многообразием, его вещественная размерность равна 4.
Обычно обозначается {\displaystyle \mathbb {C} \mathrm {P} ^{2}}.

## Построение
Точки на комплексной проективной плоскости и описывается однородными комплексными координатами
{\displaystyle (z_{1},z_{2},z_{3})\in \mathbb {C} ^{3},\qquad (z_{1},z_{2},z_{3})\neq (0,0,0).}
При этом тройки, отличающиеся на скаляр, считаются идентичными:
{\displaystyle (z_{1},z_{2},z_{3})\equiv (\lambda z_{1},\lambda z_{2},\lambda z_{3});\quad \lambda \in \mathbb {C} ,\qquad \lambda \neq 0.}

## Топология
- {\displaystyle \mathbb {C} \mathrm {P} ^{2}} гомеоморфно фактору 5-мерной сферы {\displaystyle \mathbb {S} ^{5}\subset \mathbb {C} ^{3}} по действию Хопфа {\displaystyle \mathbb {S} ^{1}}.

- Числа Бетти:
1, 0, 1, 0, 1, 0, 0, .....

- {\displaystyle \mathbb {C} \mathrm {P} ^{2}} односвязно, его фундаментальная группа тривиальна.
- Нетривиальными гомотопическими группами комплексной проективной плоскости являются 
{\displaystyle \pi _{2}\mathbb {C} \mathrm {P} ^{2}=\pi _{5}\mathbb {C} \mathrm {P} ^{2}=\mathbb {Z} }.

в старших размерностях, гомотопические группы те же, что у 5-мерной сферы.

## Алгебраическая геометрия
В бирациональной геометрии комплексная рациональная поверхность — это любая алгебраическая поверхность, бирационально эквивалентная комплексной проективной плоскости. Известно, что любое несингулярное рациональное многообразие получается из плоскости в результате последовательности преобразований раздутия и обратных им («стягиваний») кривых, которые должны быть очень специфичного вида. В качестве частного случая несингулярные комплексные поверхности второго порядка в P3 получаются из плоскости путём раздутия двух точек до кривых, а затем стягивание прямой через эти две точки. Обратные им преобразования можно видеть, если взять точку P на поверхности Q второго порядка, раздуть её, и спроектировать на обычную плоскость в P3 путём проведения прямых через P.
Группой бирациональных автоморфизмов комплексной проективной плоскости является группа Кремоны.

## Дифференциальная геометрия
Комплексная проективная плоскость есть 4-мерное многообразиее.
Оно обладает естественной метрикой, так называемой метрикой метрикой Фубини — Штуди с 1/4-защеплённой секционной кривизной;
то есть её максимальная секционная кривизна равна 4 а минимальная равна 1.
Эта метрика инициируется на факторе {\displaystyle \mathbb {C} \mathrm {P} ^{2}=\mathbb {S} ^{5}/\mathbb {S} ^{1}} по действию Хопфа {\displaystyle \mathbb {S} ^{1}} на {\displaystyle \mathbb {S} ^{5}}.